# Ben Bishop
Benjamin Manning "Ben" Bishop III, född 21 november 1986, är en amerikansk före detta professionell ishockeymålvakt som tillbringade elva säsonger i den nordamerikanska ishockeyligan National Hockey League (NHL), där han spelade för St. Louis Blues, Ottawa Senators, Tampa Bay Lightning, Los Angeles Kings och Dallas Stars. Han släppte in i genomsnitt 2,32 mål per match och hade 33 nollor (match utan insläppt mål) på 413 grundspelsmatcher.
Bishop spelade även för  Peoria Rivermen, Binghamton Senators och Texas Stars i American Hockey League (AHL); Maine Black Bears i National Collegiate Athletic Association (NCAA) samt Texas Tornado i North American Hockey League (NAHL).
Han draftades av St. Louis Blues i tredje rundan i 2005 års draft som 85:e spelare totalt.
12 maj 2017 skrev Bishop på ett sexårskontrakt med Dallas Stars.